# 佐賀県災害拠点病院
佐賀県災害拠点病院（さがけんさいがいきょてんびょういん）とは、佐賀県にある災害時の救急医療の拠点となる災害拠点病院。

## 概要
県内や近県で災害が発生し、通常の医療体制では被災者に対する適切な医療を確保することが困難な状況となった場合に、佐賀県知事の要請により傷病者の受け入れや医療救護班の派遣等を行う。

## 拠点病院の条件
- 建物が耐震耐火構造であること。
- 資器材等の備蓄があること。
- 応急収容するために転用できる場所があること。
- 応急用資器材、自家発電機、応急テント等により自己完結できること。（外部からの補給が滞っても簡単には病院機能を喪失しないこと）
- 近接地にヘリポートが確保できること。

## 病院一覧
| 病院名                       | 住所                             | DMAT | 救命 | 2次医療圏 |
| 佐賀県医療センター好生館     | 佐賀市嘉瀬町大字中原400          | ○    | ○    | 中部      |
| 佐賀大学医学部附属病院       | 佐賀市鍋島五丁目1番1号           | ○    | ○    | 中部      |
| 多久市立病院                 | 多久市多久町1771番地4            | ○    | ×    | 中部      |
| 唐津赤十字病院               | 唐津市二タ子一丁目5番1号         | ○    | ○    | 北部      |
| やよいがおか鹿毛病院         | 鳥栖市弥生が丘二丁目143          | ○    | ×    | 東部      |
| 伊万里有田共立病院           | 西松浦郡有田町二ノ瀬甲860番地    | ○    | ×    | 西部      |
| 国立病院機構嬉野医療センター | 嬉野市嬉野町大字下宿下宿甲4279-3 | ○    | ○    | 南部      |
| 白石共立病院                 | 杵島郡白石町福田1296番地         | ○    | ×    | 南部      |